# Villegouge
Villegouge – miejscowość i gmina we Francji, w regionie Nowa Akwitania, w departamencie Żyronda.
Według danych na rok 1990 gminę zamieszkiwało 1100 osób, a gęstość zaludnienia wynosiła 79 osób/km² (wśród 2290 gmin Akwitanii Villegouge plasuje się na 392. miejscu pod względem liczby ludności, natomiast pod względem powierzchni na miejscu 822.).